# Upton Park
Upton Park är en tunnelbanestation i London som öppnades år 1877. Stationen trafikeras av  District line och Hammersmith & City line. I närheten fanns fotbollsarenan Boleyn Ground som var hemmaarena åt West Ham United FC.